# نونگ دوک‌مان
نونگ دوک‌مان (ویتنامی: Nông Đức Mạnh؛ زادهٔ ۱۱ سپتامبر ۱۹۴۰) سیاست‌مدار اهل ویتنام است. وی بین سال‌های ۲۰۰۱ تا ۲۰۱۱ (میلادی) دبیرکل حزب کمونیست ویتنام بود.
وی همچنین برندهٔ جوایزی همچون نشان دوستی شده‌است.